# (2628) Kopal
(2628) Kopal es un asteroide perteneciente al cinturón de asteroides, descubierto el 25 de junio de 1979 por Eleanor F. Helin y el también astrónomo Schelte John Bus desde el Observatorio de Siding Spring, Nueva Gales del Sur, Australia.

## Designación y nombre
Designado provisionalmente como 1979 MS8. Fue nombrado Kopal en honor al astrónomo checo Zdeněk Kopal.